# Journal of Poultry Science
The Journal of Poultry Science is een internationaal, aan collegiale toetsing onderworpen open access wetenschappelijk tijdschrift op het gebied van de pluimveehouderij.
De naam wordt in literatuurverwijzingen meestal afgekort tot J. Poultry Sci.
Het eerste nummer verscheen in 2002.